# Margaret Saunders

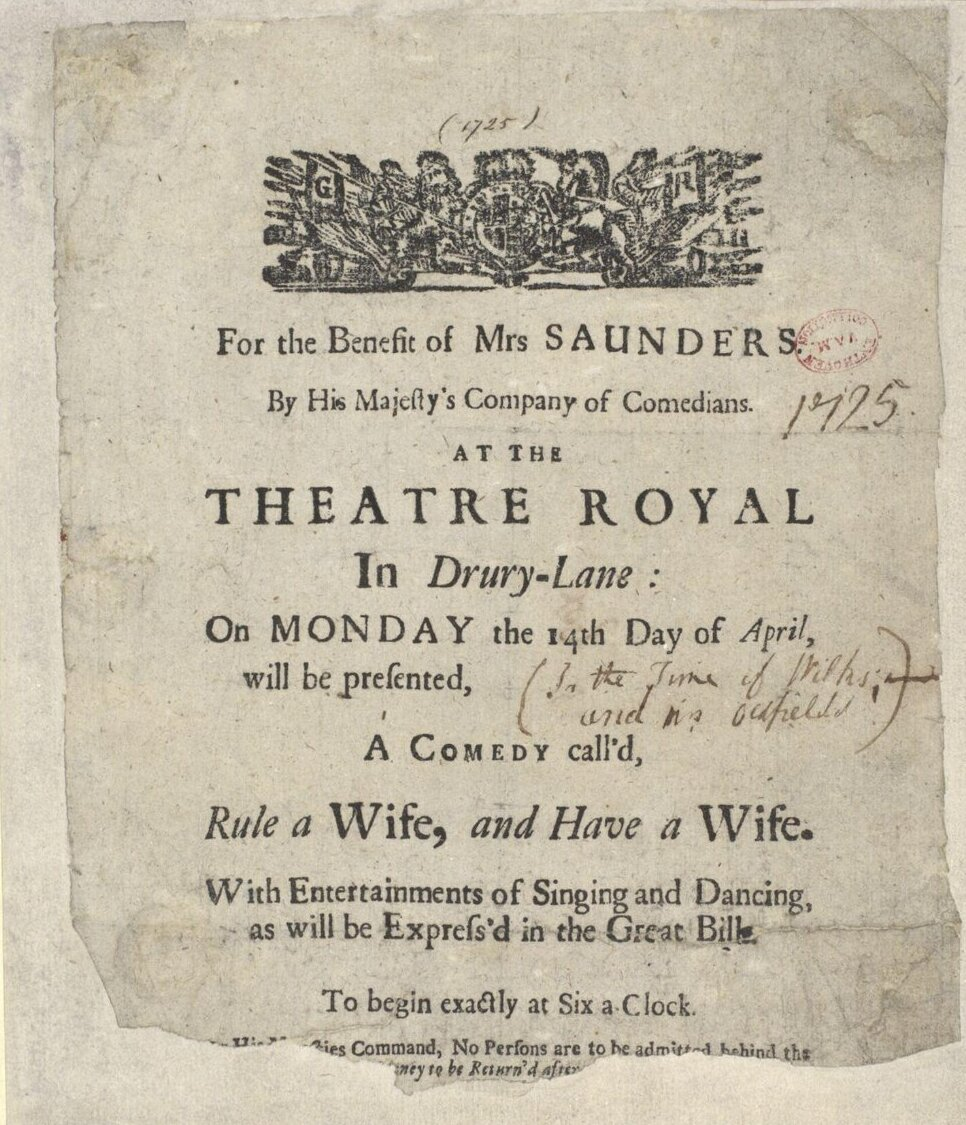
Mrs Saunders, Theatre Royal

Margaret Saunders, född 1686, död 1744, var en brittisk skådespelare, aktiv 1702–1734. 
Hon var dotter till vintapparen Jonathan Saunders i Weymouth, och bosatte sig som lärling till en sömmerska i London när hon 1702 blev rekommenderad till Drury Lane Theatre. Hennes första dokumenterade föreställning är från 1707, då hon hade blivit berömd som subrettaktör. Hon hade en framgångsrik karriär som en av Londons då mer omtyckta artister, fram till att hon 1721 tvingades avsluta arbetet på grund av en lungsjukdom. Hon återkom tillfälligt 1733-34. 